# Francis Repellin
Pour les articles homonymes, voir Repellin.
Francis Repellin (né le 4 mars 1969) est un ancien spécialiste français du combiné nordique.

## Palmarès

### Jeux olympiques
| Épreuve / Édition | Albertville 1992 |
| Par équipes       | 4e               |

### Championnats du monde
| Épreuve / Édition | Val di Fiemme 1991 |
| Par équipes       | Argent             |

### Championnats du monde junior
| Épreuve / Édition    | Saalfelden 1988 | Vang 1989 |
| Gundersen individuel | Argent          | Argent    |
| Par équipes          |                 | Argent    |

### Coupe du monde
- Meilleur classement final: 13e en 1989.
- Meilleur résultat: 5e ( Thunder Bay, 25 mars 1989).

### Coupe du monde B
- Une troisième place ( Chaux-Neuve, 23 décembre 1990)